# روبرت أومان

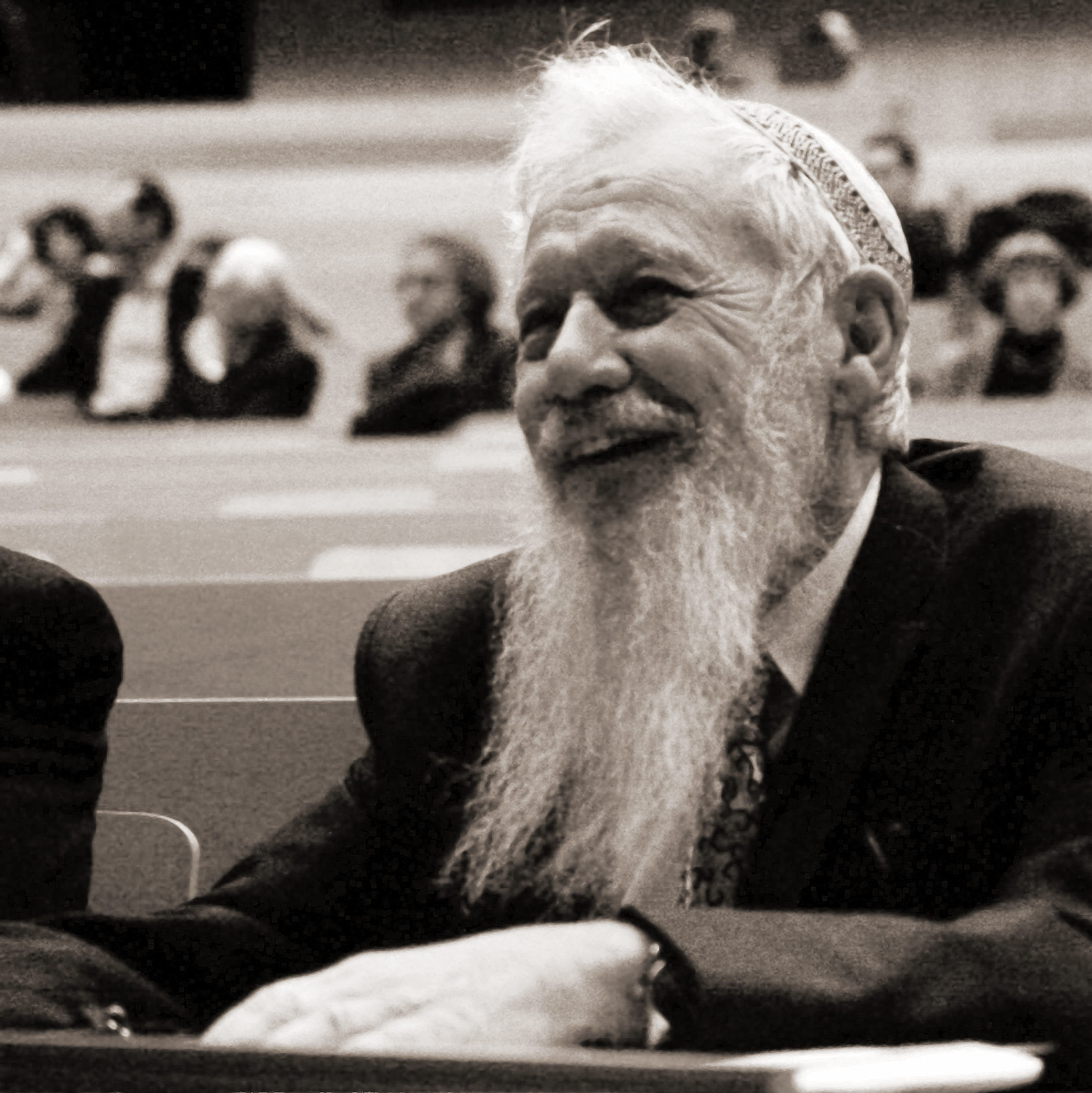
أومان في اجتماع عام 2008.

يسرائيل روبرت جون أومان (بالعبرية: ישראל אומן‏) (مواليد 8 يونيو 1930 في ألمانيا) هو رياضياتي أمريكي إسرائيلي، وعضو الأكاديمية الوطنية للعلوم، وهو بروفيسور في مركز الدراسات العقلانية في الجامعة العبرية في القدس.

## حياته
ولد لأسرة يهوديه ارثوذكسيه. كان والده تاجر جملة نسيج المالي مريح واسرته يقيمون في ألمانيا منذ قرون. حصل على درجة البكالوريوس من كلية نيويورك. التحق بمعهد ماساتشوستس للتكنولوجيا جامعة ماساتشوستس للدراسات العليا. في جامعة ماساتشوستس أصبح مهتم بفروع الرياضيات مثل الجبر.

## روابط خارجية
- روبرت أومان على موقع الموسوعة البريطانية (الإنجليزية)
- روبرت أومان على موقع مونزينجر (الألمانية)
- روبرت أومان على موقع إن إن دي بي (الإنجليزية)